# Saint-Lumine-de-Coutais

Saint-Lumine-de-Coutais este o comună în departamentul Loire-Atlantique, Franța. În 2009 avea o populație de 1,850 de locuitori.